# أيزو 3166-2:SZ
ISO 3166-2:SZ هو الجزء المخصص لإسواتيني في ISO 3166-2، وهو جزء من معيار ISO 3166 الذي نشرته المنظمة الدولية للتوحيد القياسي (ISO)، والذي يُعرف رموز لأسماء التقسيمات الرئيسية (مثل الأقاليم، الجهات، المقاطعات أو الولايات) من جميع البلدان في ترميز ISO 3166-1.
بالنسبة لإسواتيني في الوقت الراهن، يتم تعريفه ضمن رموز ISO 3166-2 معرف لأربع مقاطعات .
كل رمز يتكون من جزئين مفصولين بواصلة. الجزء الأول هو SZ، وهو رمز ISO 3166-1 alpha-2 لإسواتيني. أما الجزء الثاني فهو عبارة عن حرفين .

## الرموز الحالية
يتم سرد أسماء تقسيم كما هو الحال في معيار ISO 3166-2 الذي نشرته وكالة الصيانة (ISO 3166) .
| الرمز | تقسيم الاسم     |
| ----- | --------------- |
| SZ-HH | مقاطعة هوهو     |
| SZ-LU | مقاطعة لوبومبو  |
| SZ-MA | مقاطعة منزيني   |
| SZ-SH | مقاطعة شيزلويني |